# Erica vallis-gratiae
Erica vallis-gratiae är en ljungväxtart som beskrevs av Guthrie och Bolus. Erica vallis-gratiae ingår i släktet klockljungssläktet, och familjen ljungväxter. Inga underarter finns listade i Catalogue of Life.